# Morrison (Colorado)
Pour les articles homonymes, voir Morrison.
Morrison est une ville du comté de Jefferson, dans l'État du Colorado (États-Unis).

## Géographie

### Situation
Morrison a pour coordonnées géographiques 39° 39′ 06″ N, 105° 11′ 25″ O (39° 39′ 06″ N, 105° 11′ 25″ O). Elle est située au sud-ouest de Denver, dont elle est séparée, à l'est, par le chaînon de Hogback Rock. Elle est à une altitude de 1 757 m, à la sortie de Bear Creek Canyon. Selon les données du Bureau du recensement des États-Unis, la ville a une superficie de 5,7 km2, entièrement terrestre. En été (DST), la ville est dans le fuseau horaire MDT (UTC-6).
Morrison est traversée par le ruisseau du Mont Vernon (Mount Vernon Creek).
Position des villes situées dans un rayon de 16 km autour de Morrison :
La ville de plus de 50 000 habitants la plus proche est Lakewood (Colorado), à 9,7 km à l'est-nord-est. La ville de plus de 200 000 habitants est Northeast Jefferson (Colorado), à 13 km au nord-est. La ville de plus de 1 million d'habitants la plus proche est Phoenix (Arizona), à 917,8 km au sud-ouest.

### Transports
Morrison est située sur la route nationale 470 (State Highway 470) et sur celle de Morrison (Morrison Road). Elle est à 30 minutes de route du centre de Denver. Il y a 10 ponts dans la municipalité, pour une longueur totale de 26 mètres. Le trafic quotidien moyen sur ces derniers est de 113 809 véhicules, dont 8 010 poids lourds. Le pont le plus récent a été construit dans les années 1990.
La ville possède un héliport, celui du Mont Morrison. 44 avions y sont basés, en 2010. La gare ferroviaire la plus proche est celle de Denver, à 21 km.

### Climat
| Mois                              | jan. | fév. | mars | avril | mai | juin | jui. | août | sep. | oct. | nov. | déc. | année |
| --------------------------------- | ---- | ---- | ---- | ----- | --- | ---- | ---- | ---- | ---- | ---- | ---- | ---- | ----- |
| Température minimale moyenne (°C) | −11  | −10  | −8   | −4    | 0   | 5    | 9    | 11   | 8    | 2    | −4   | −8   | −1    |
| Température moyenne (°C)          | −2   | −2   | 1    | 4     | 8   | 14   | 18   | 20   | 17   | 12   | 5    | 0    | 8     |
| Température maximale moyenne (°C) | 7    | 7    | 9    | 13    | 17  | 23   | 28   | 29   | 27   | 21   | 14   | 8    | 17    |
| Précipitations (mm)               | 18   | 13   | 30   | 58    | 71  | 61   | 53   | 58   | 46   | 33   | 30   | 25   | 496   |

Le climat de Morrison est plus froid que la moyenne américaine. Le mois le plus froid est celui de janvier, le plus chaud, celui d'août. Il y pleut beaucoup moins (496 mm par an) que dans le reste du pays (913 mm par an). Le mois de mai est le plus humide. Les mois les plus venteux sont avril et mai. Morrison est beaucoup plus ensoleillée que la moyenne américaine. Les mois les plus ensoleillés vont de juin à octobre.

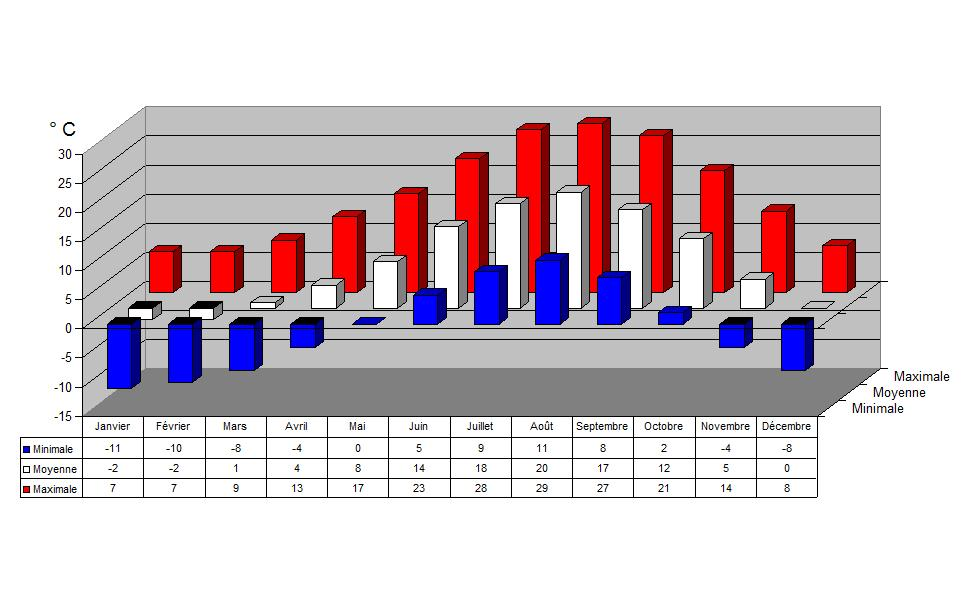
Histogramme des températures mensuelles minimale, moyenne et maximale.
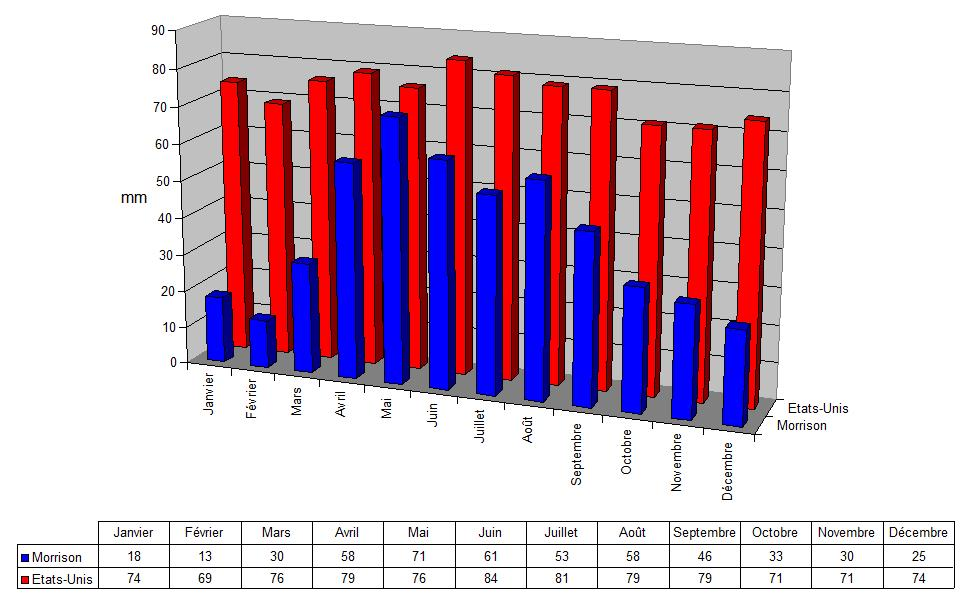
Pluviométrie mensuelle à Morrison et dans l'ensemble des États-Unis.
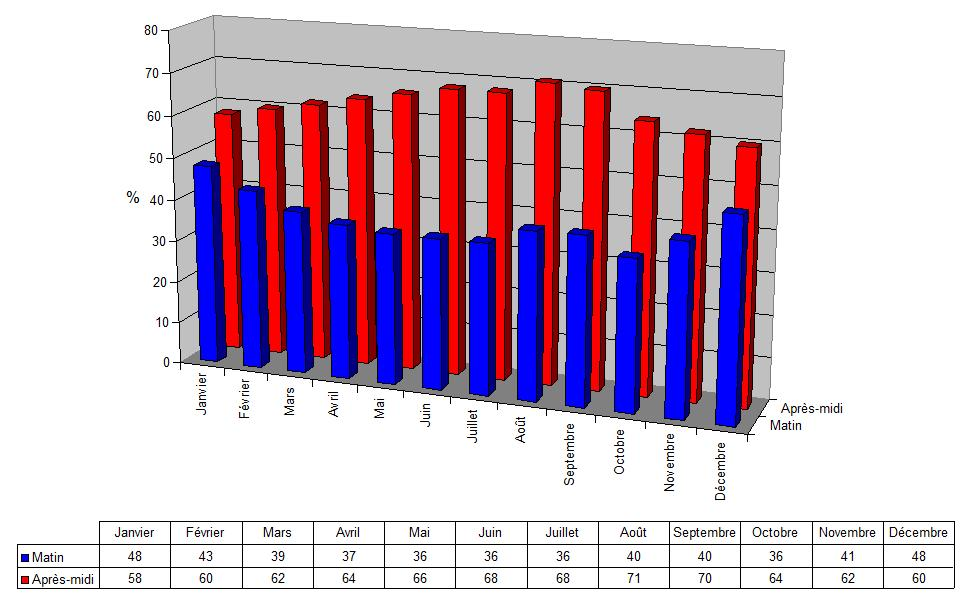
Hygrométrie moyenne, le matin et l'après-midi.
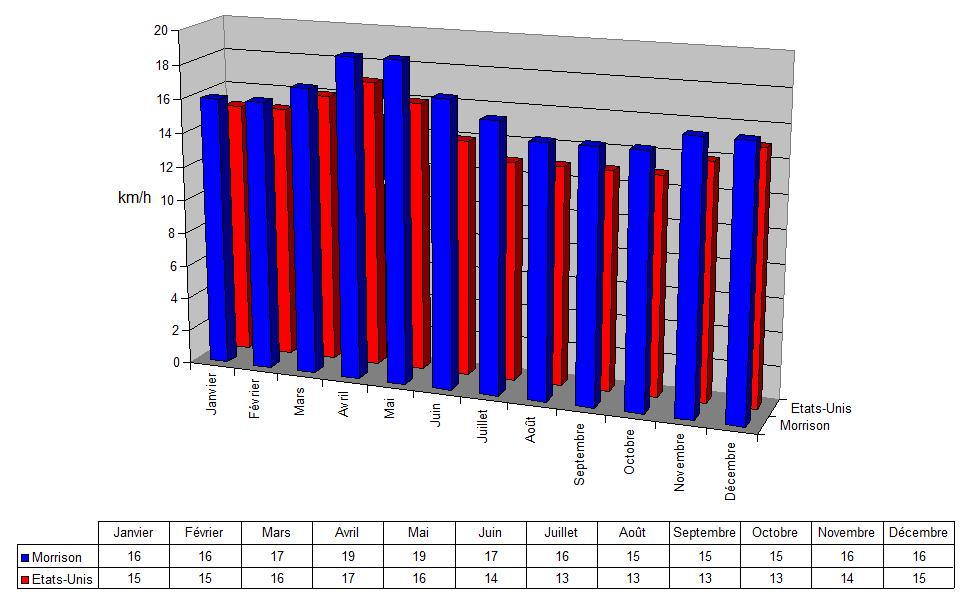
Moyennes mensuelles de la vitesse du vent, à Morrison et dans l'ensemble des États-Unis.
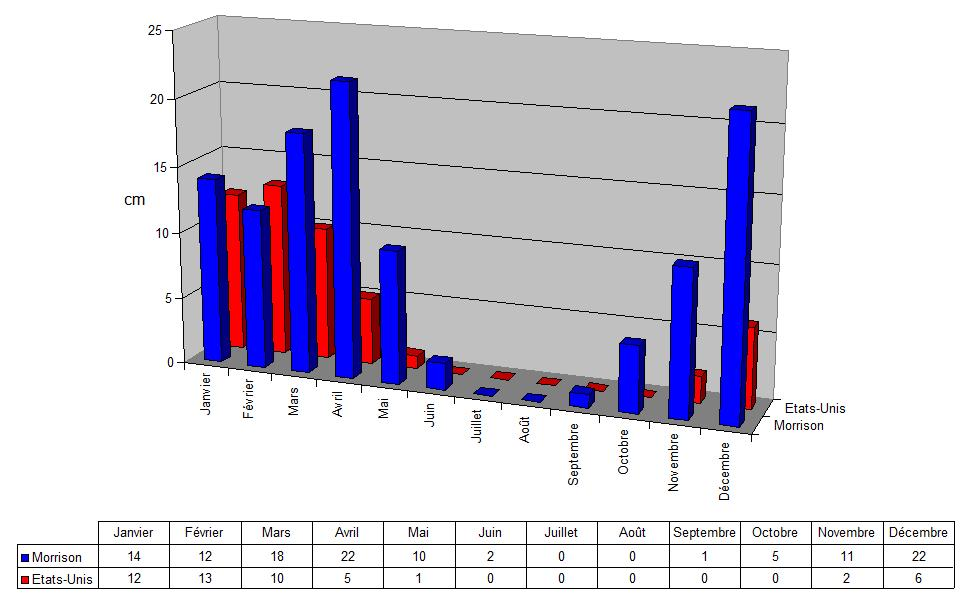
Chutes de neige mensuelles moyennes, à Morrison et dans l'ensemble des États-Unis.
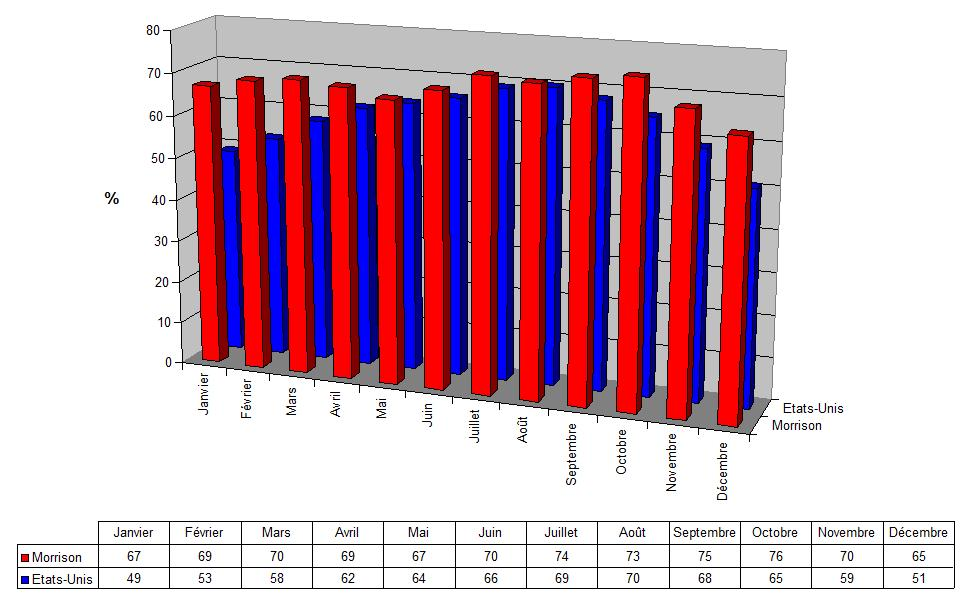
Pourcentage mensuel de jours ensoleillés à Morrison et dans l'ensemble des États-Unis.
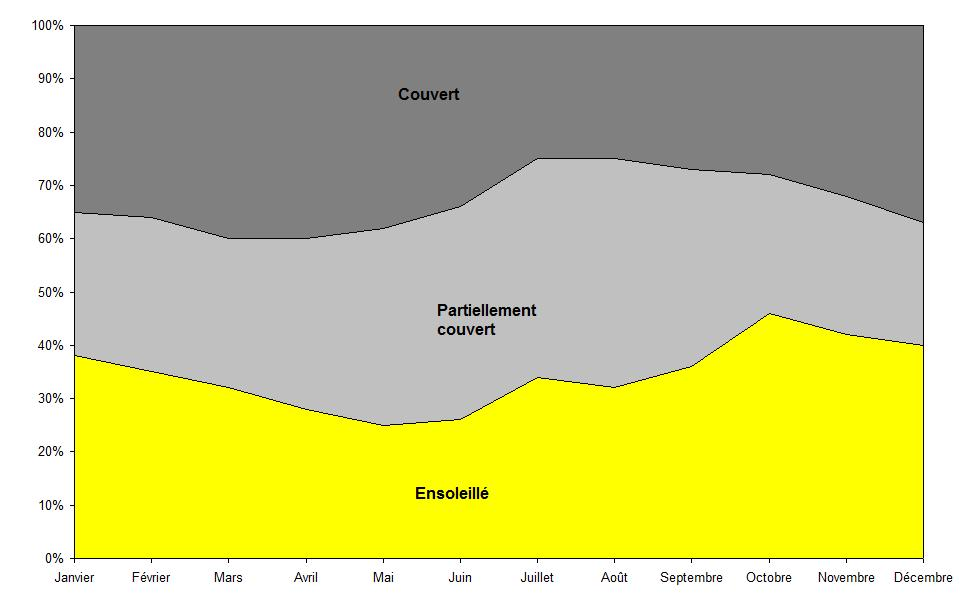
État moyen mensuel du ciel.

## Administration
Morrison a le statut de Home Rule Municipality. En mars 2007, la ville compte quatre employés, dont un à temps partiel. Les dépenses de personnel s'élèvent à 34 264 $ par an (26 760 € par an). Le salaire mensuel moyen d'un employé est de 2 719 $ (2 124 €) pour un temps plein et 200 $ (156 €) pour le temps partiel.
| Service                 | Nombre d'employés à plein temps | Nombre d'employés à temps partiel | Dépense annuelle de personnel |
| ----------------------- | ------------------------------- | --------------------------------- | ----------------------------- |
| Administration générale | 1                               |                                   | 37 728 $ (29 473 €)           |
| Voirie                  | 1                               | 1                                 | 32 432 $ (25 316 €)           |
| Assainissement          | 1                               |                                   | 32 232 $ (25 160 €)           |

## Économie

### Revenus

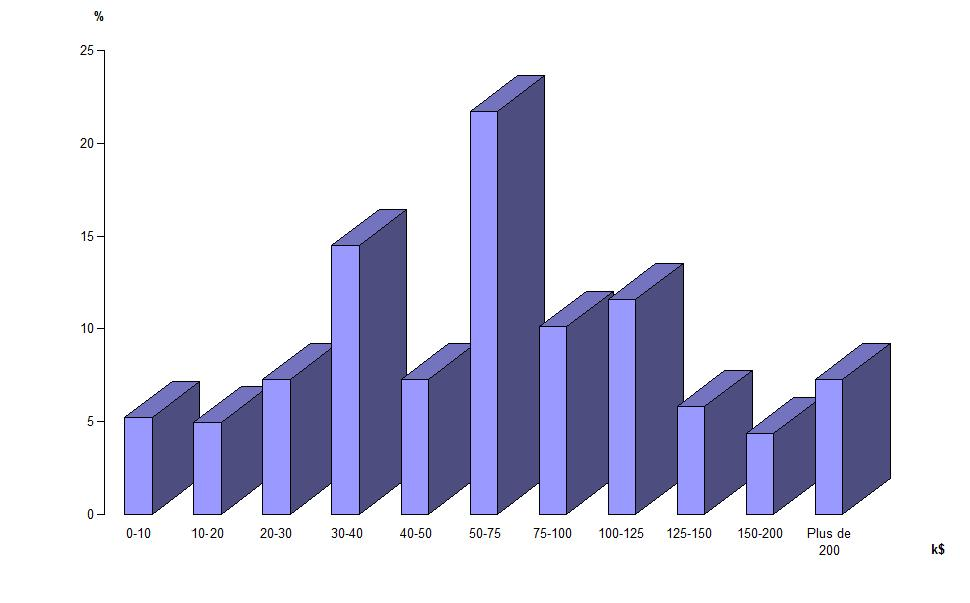
Distribution des revenus des foyers, en 2008.

En 2008, le revenu annuel moyen par foyer est 61 830 $ (46 557 €). Il était de 53 438 $ (40 212 €) en 2000, ce qui représente une progression annuelle de 2,0 %. Ce revenu annuel moyen est supérieur de 8,5 % à la moyenne pour l'État du Colorado (56 993 $, soit 42 915 €). Celui d'une famille est 68 333 $ (51 421 €). Les hommes ont un revenu annuel moyen de 37 292 $ (28 062 €), supérieur de 20,7 % à celui des femmes, qui s'établit à 30 893 $ (23 247 €). Le revenu par tête est, en 2008, de 31 054 $ (23 383 €), contre 24 347 $ (18 321 €) en 2000, ce qui représente une progression annuelle de 3,4 %.
En 2008, 4,9 % des familles et 5,5 % de la population vivent en dessous du seuil de pauvreté (9,3 % de l'ensemble de la population du Colorado). Cela concerne 7,8 % des moins de 18 ans. Par contre, aucune personne de 65 ans ou plus n'est en dessous du seuil de pauvreté. 3,1 % de la population vivent en dessous de la moitié du seuil de pauvreté (4,1 % dans l'ensemble de l'État).
En décembre 2009, l'indice du coût de la vie est 109,0 (100 pour l'ensemble des États-Unis).

### Emploi
En 2010, le taux de chômage est de 2,2 %, nettement en dessous de la moyenne du Colorado.
Le bâtiment est le plus important employeur, bien que le secteur de la santé fournisse de nombreux emplois féminins. Les emplois les plus courants, chez les hommes, sont installateur électrique, vendeur, homme d'affaires, architecte, cartographe et ingénieur. Chez les femmes, ce sont ceux de vendeuse, hôtesse d'accueil et employée de bureau.

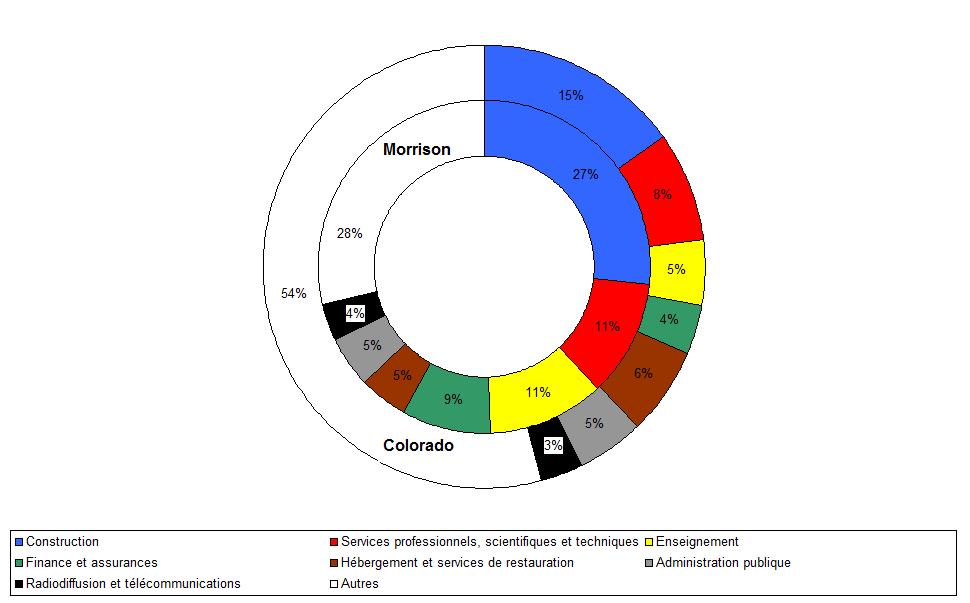
Principaux secteurs d'activité de la population active masculine à Morrison et dans l'ensemble du Colorado, en 2010.
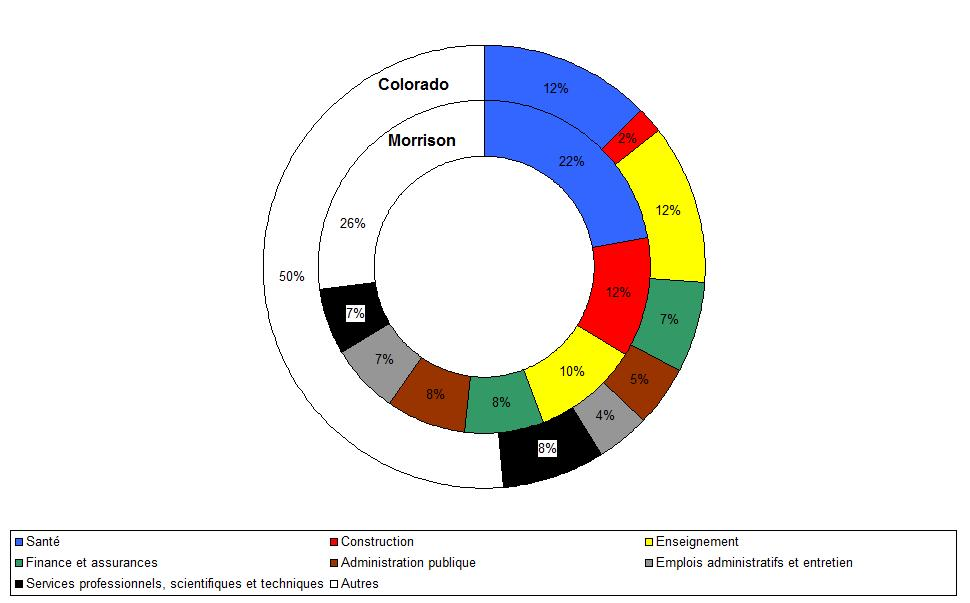
Principaux secteurs d'activité de la population active féminine à Morrison et dans l'ensemble du Colorado, en 2010.
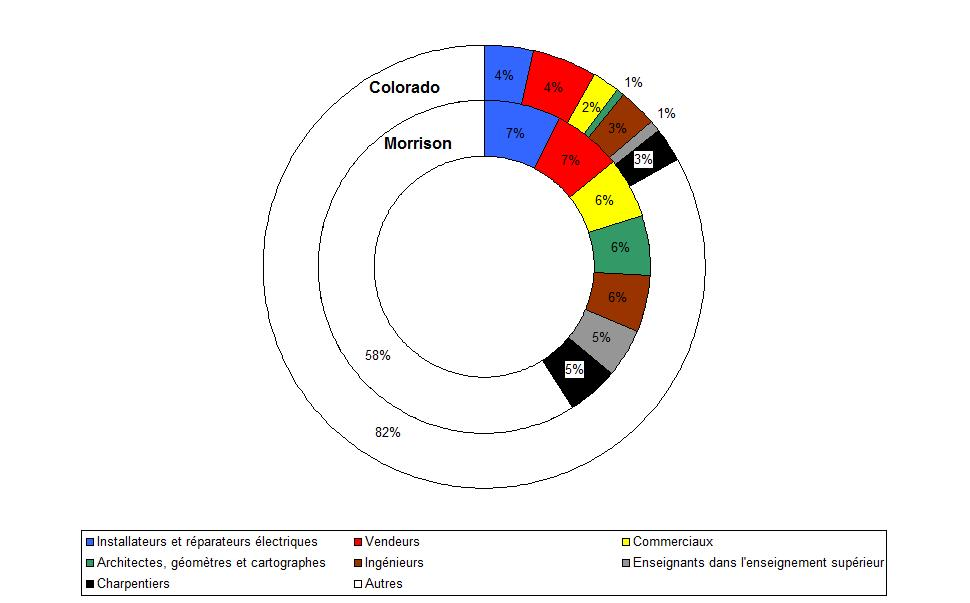
Principaux emplois de la population active masculine à Morrison et dans l'ensemble du Colorado, en 2010.
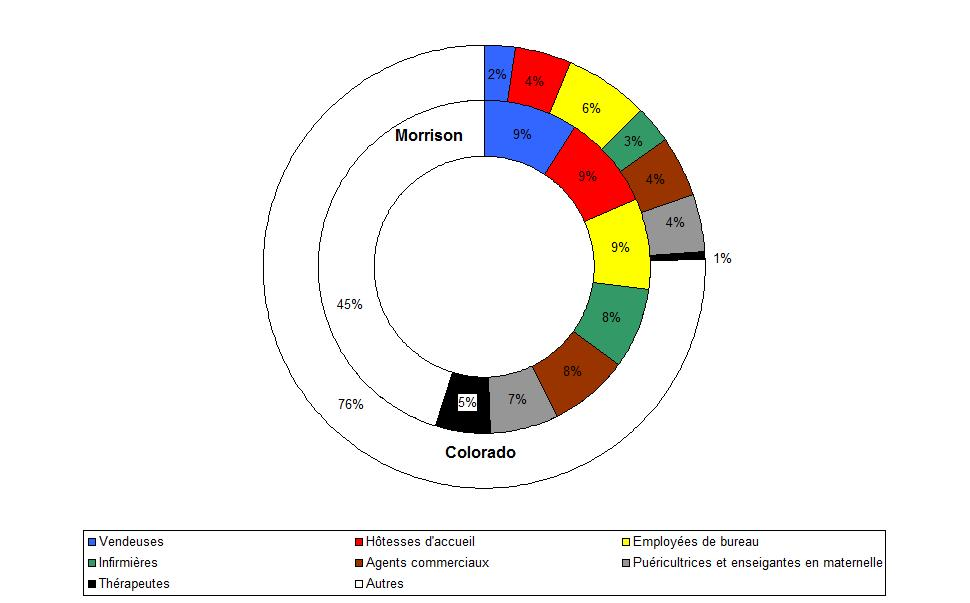
Principaux emplois de la population active féminine à Morrison et dans l'ensemble du Colorado, en 2010.

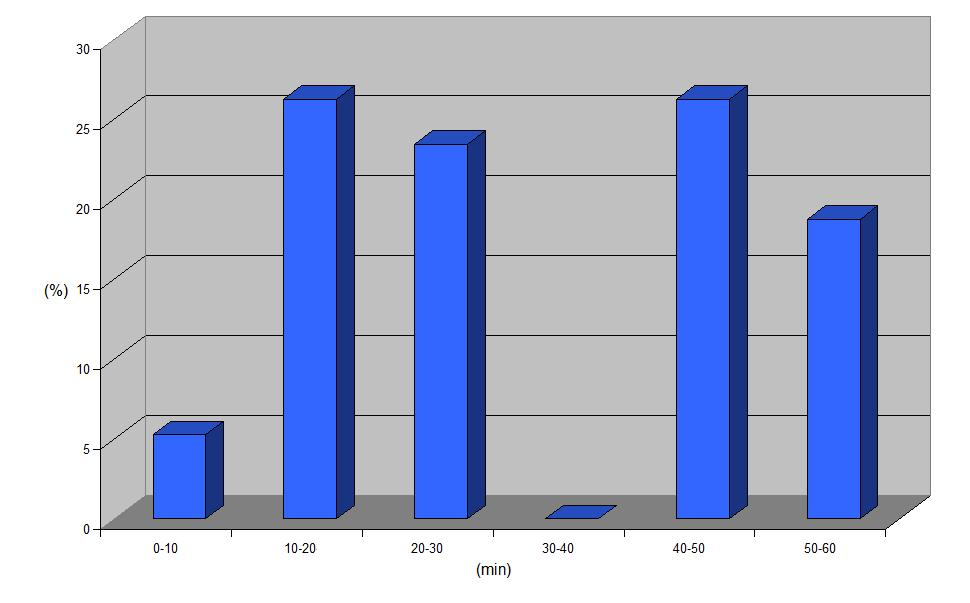
Durée du trajet domicile-travail en 2010.

La durée moyenne du trajet domicile-travail est, en 2010, de 28,0 minutes.

### Logement
Il y a 136 logements (24 par km²) à Morrison.
En 2008, la valeur médiane d'un logement est de 397 332 $ (298 992 €), contre 273 500 $ (205 800 €) en 2000, ce qui représente une progression annuelle de 4,1 %. La valeur médiane d'un logement est, à Morrison, supérieure de 64,1 % à celle d'un logement au Colorado (242 200 $, soit 182 300 €). Pour l'ensemble des logements, la valeur moyenne s'établit, en 2008, à 431 688 $ (324 845 €). Une maison individuelle vaut, en moyenne, 437 325 $ (329 087 €) et une maison mitoyenne 317 549 $ (238 956 €).
En 2000, la taxe d'habitation moyenne s'élevait 1 542 $ (1 186 €), contre 1 132 $ (871 €) pour l'ensemble du Colorado. Le taux d'imposition, 0,6 %, est plus faible que celui du reste de l'État (0,7 %).

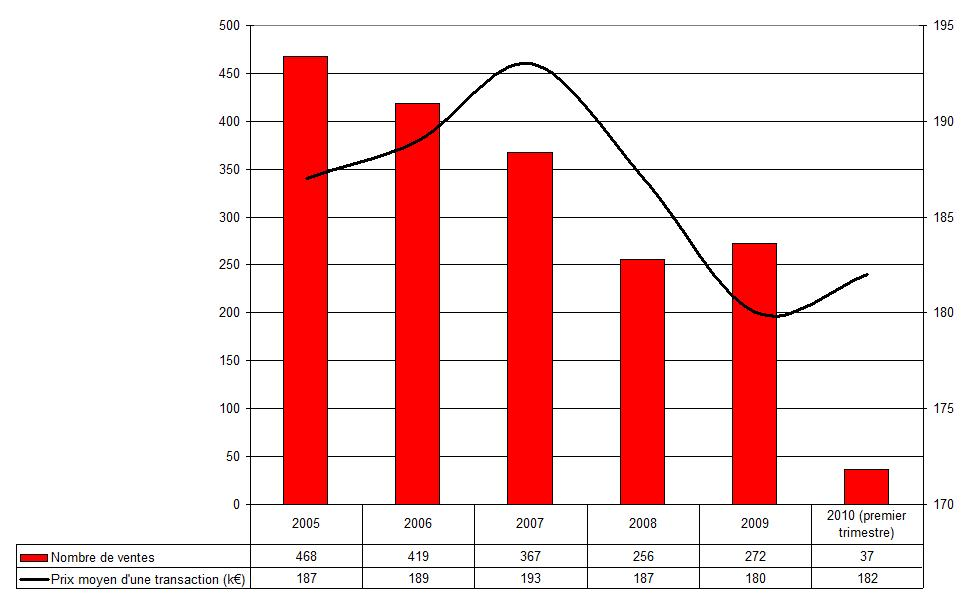
Marché immobilier.
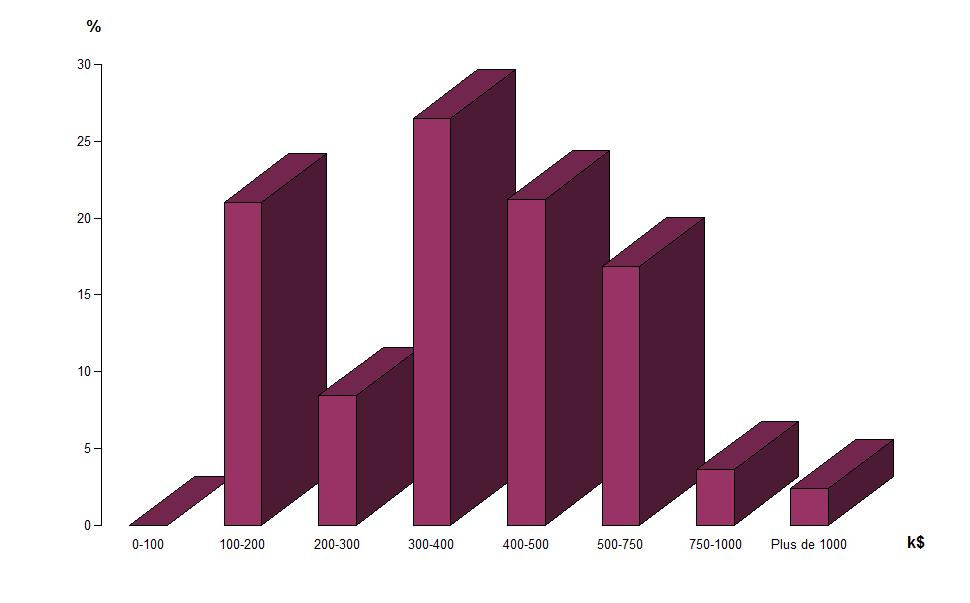
Répartition de la valeur des logements.
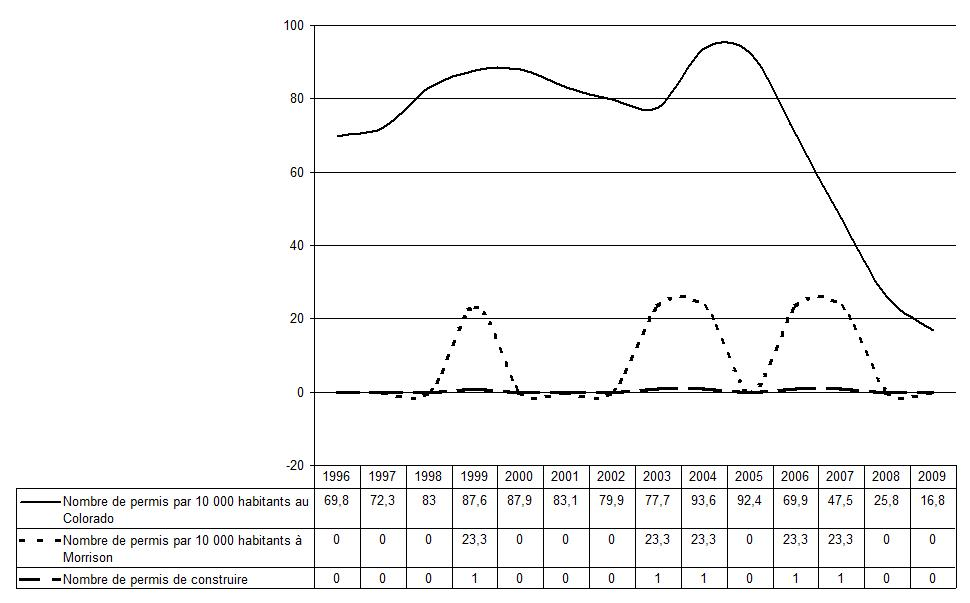
Permis de construire à Morrison et dans l'ensemble du Colorado.
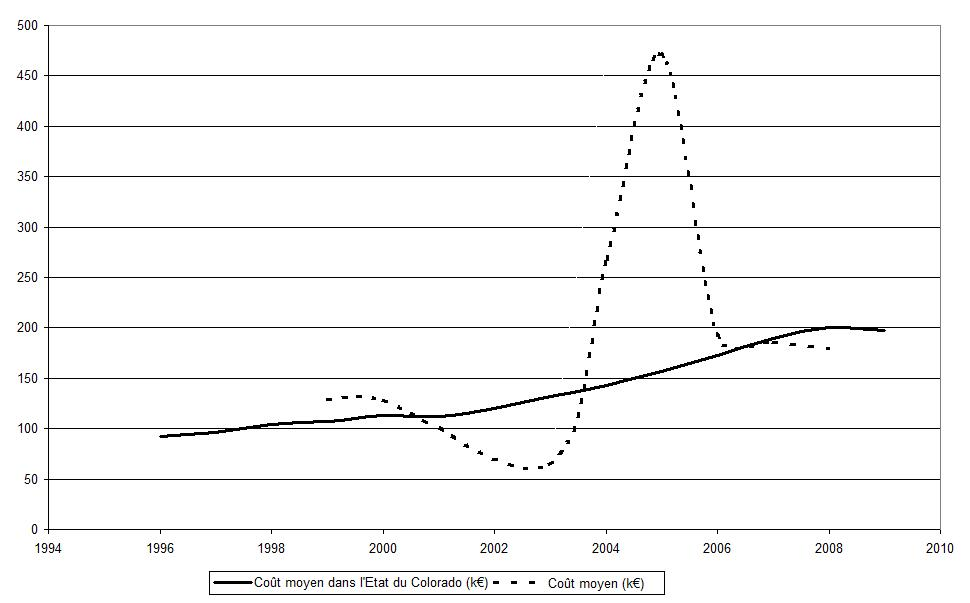
Coût des constructions à Morrison et dans l'ensemble du Colorado.
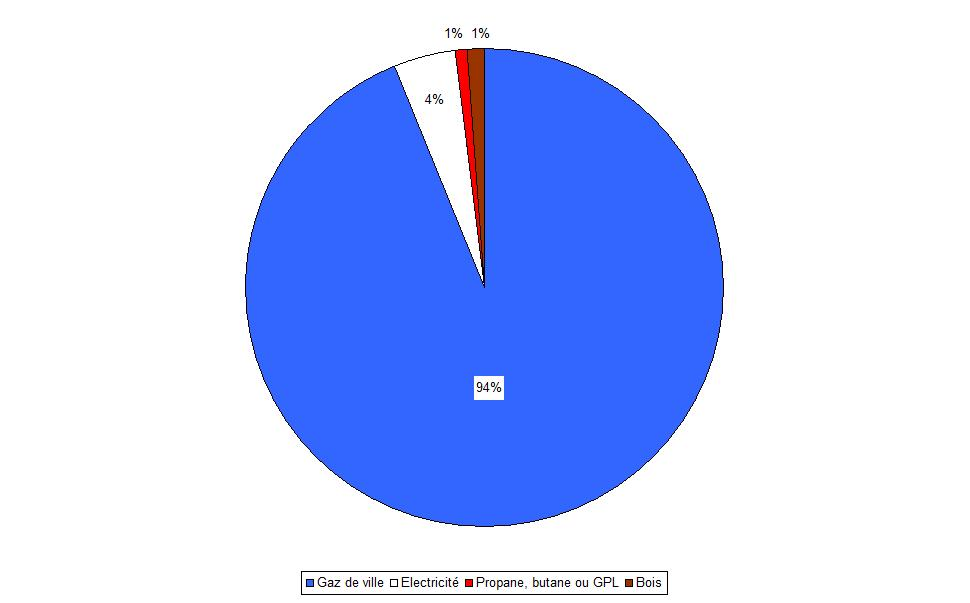
Principales énergies utilisées pour le chauffage domestique en 2010.

## Éducation
La population de Morrison compte 79,3 % d'habitants ayant poursuivi des études jusqu'au lycée, 40,2 % ayant un diplôme de niveau au moins égal à une licence et 26,7 % ayant un diplôme professionnel. La ville compte deux écoles primaires, Kendallvue elementary school, avec 609 élèves en 2010, et Red Rocks elementary school, avec 276 élèves en 2010. Toutes deux vont de la maternelle à la sixième (PK-6). Le lycée le plus proche est le Red Rocks Community College, à Lakewood, à 6 km.

## Histoire

### Préhistoire

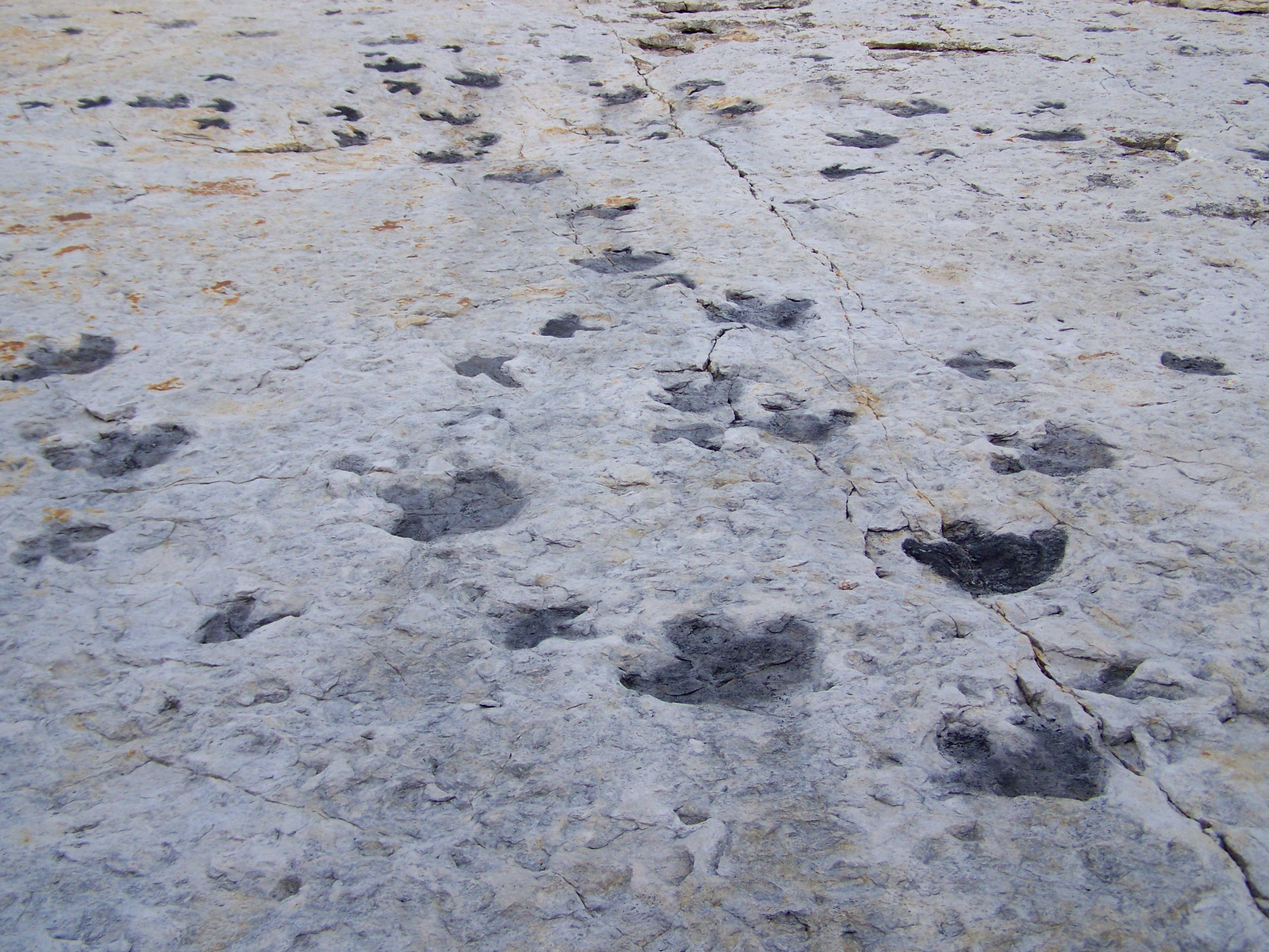
Empreintes de dinosaures
à Dinosaur Ridge.

En 1877, Arthur Lakes découvre, à Morrison et dans ses environs, les restes holotypiques de dinosaures, le stégosaure Stegosaurus armatus et l'apatosaure  Apatosaurus ajax. La majorité de ces fossiles est envoyée à Othniel Charles Marsh, au Musée d'histoire naturelle Peabody de Yale (Connecticut). Ces trouvailles vont jouer un rôle au XIXe siècle, dans la « Guerre des os » entre les paléontologues rivaux Edward Drinker Cope et Othniel Charles Marsh. La couche de sédiments, datant de la fin du Jurassique et excavée par Lakes, est ensuite nommée Formation de Morrison.
Le Musée d'histoire naturelle de Morrison (MNHM) abrite et expose quelques fossiles trouvés par Lakes et l'équipe du musée a repris les fouilles sur les sites explorés par Lakes. En 2006, le MNHGM annonce une découverte rare, dans les environs de Morrison, celle de traces de stégosaure (Stegosaurus), conservées dans le grès. L'année suivante, c'est la découverte des premières traces de stégosaures nouveau-nés qui est annoncée. Ces fossiles sont exposés au MNHM. Des traces de dinosaures de l'ère Crétacée et un des sites de fouilles historique de Lakes peuvent être visités à Dinosaur Ridge, à l'est de Morrison.

### histoire
Morrison est fondée en 1874.

## Démographie
Au recensement de 2010, Morrison a 428 habitants, avec une densité de population de 73 habitants par kilomètre carré.
| 1990 | 2000 | 2006 | 2010 |
| ---- | ---- | ---- | ---- |
| 518  | 430  | 407  | 417  |

La population se répartit en 125 foyers et 73 familles. Elle est très majoritairement blanche.
| Race               | 2000    | 2010   |
| ------------------ | ------- | ------ |
| Blancs             | 98,84 % | 99,1 % |
| Afro-Américains    | 0,23 %  | 0,2 %  |
| Amérindiens        | 0,23 %  | 0,2 %  |
| Asiatiques         | 0,23 %  | 0,2 %  |
| Autres races       | 0,23 %  |        |
| Deux races ou plus | 0,23 %  | 0,2 %  |

| 1880 | 1890 | 1910 | 1920 | 1930 | 1940 |
| ---- | ---- | ---- | ---- | ---- | ---- |
| 186  | 254  | 251  | 195  | 177  | 216  |

| 1950 | 1960 | 1970 | 1980 | 1990 | 2000 |
| ---- | ---- | ---- | ---- | ---- | ---- |
| 306  | 426  | 439  | 478  | 465  | 430  |

| 2010 | - | - | - | - | - |
| ---- | - | - | - | - | - |
| 428  | - | - | - | - | - |

Les habitants de Morrison sont, en majorité, d'origine européenne. Le pourcentage d'afro-américains est faible, comparé à ce qu'il est dans le reste de l'État. Les Hispaniques (Latinos) représentent 1,9 % de la population en 2010 (1,86 % en 2000), ce qui est nettement inférieur à la moyenne de l'État du Colorado. En 2010, 22 habitants sont nés à l'étranger, soit 5,1 % de la population (8,6 % dans l'État). 73 % sont nés en Europe et 27 % en Amérique du Nord.
Les femmes représentent 60,7 % de la population (61,7 % pour les plus de 18 ans).
23,2 % des 125 foyers comportent des enfants de moins de 18 ans, 52,0 % sont constitués de couples mariés, 4,8 % de femmes sans conjoint et 41,6 % ne constituent pas des familles (34,6 % dans l'ensemble de l'État du Colorado). 4,8 % des foyers sont constitués de couples non mariés (5,5 % pour l'ensemble du Colorado). 0,8 % des foyers sont des couples homosexuels. 33,6 % des foyers ne comportent qu'une seule personne dont 13,6 % de 65 ans ou plus. La taille moyenne des foyers est 2,18 personnes (2,5 pour l'ensemble du Colorado) et celle des familles 2,82 personnes.
L'âge moyen de la population de Morrison est de 58,3 ans (contre 34,3 ans pour le Colorado). Plus des deux cinquièmes de la population sont âgés de 65 ans ou plus. Cette répartition, ainsi que le fort pourcentage de veufs, est fortement influencée par le nombre des pensionnaires de la maison de retraite de Bear Creek. En 2010, 158 personnes vivaient en maison de retraite. Morrison est la seconde ville des États-Unis pour le pourcentage de la population vivant en maison de retraite.

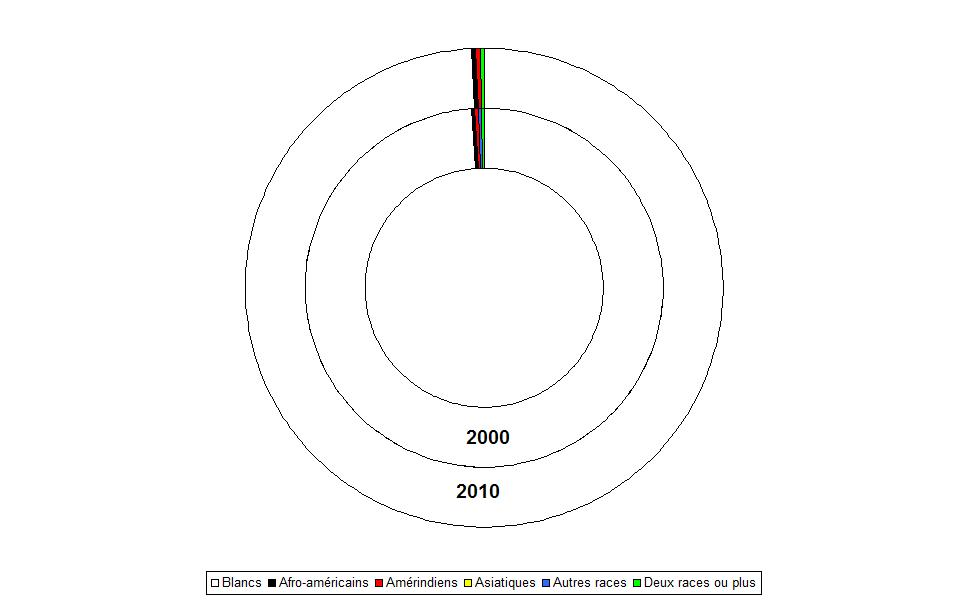
Composition ethnique de la population.
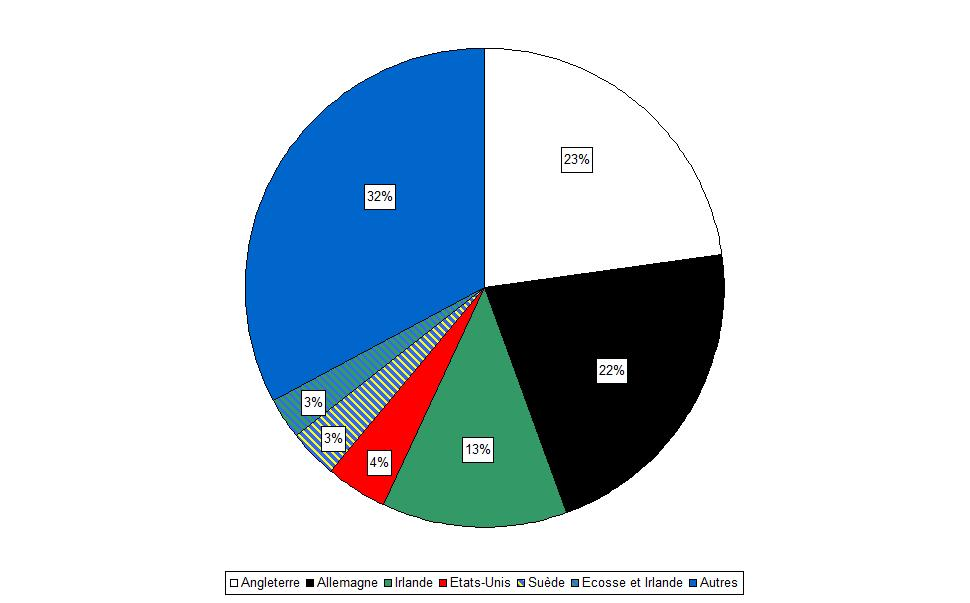
Origine de la population.
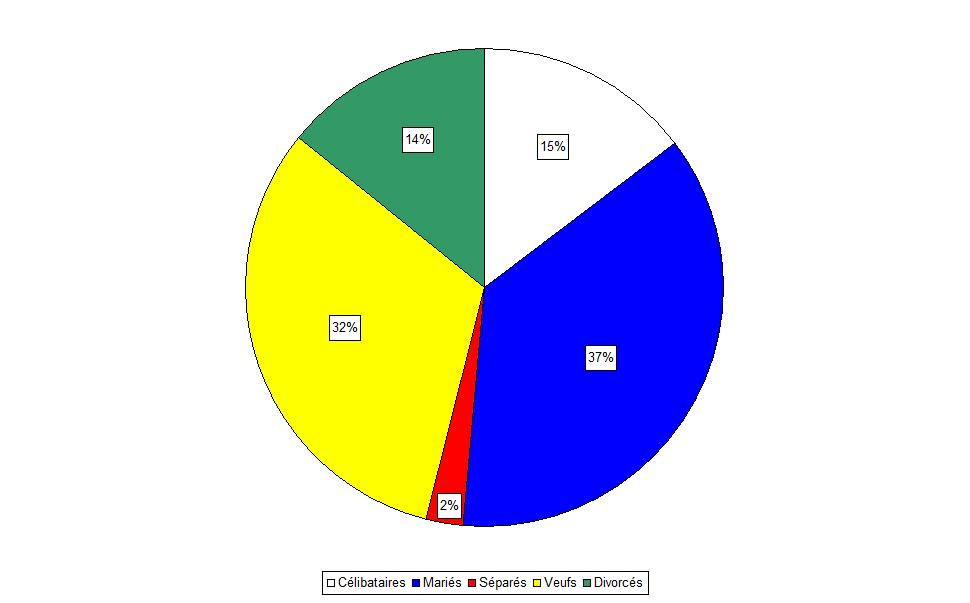
Situation familiale de la population âgée de plus de 15 ans.
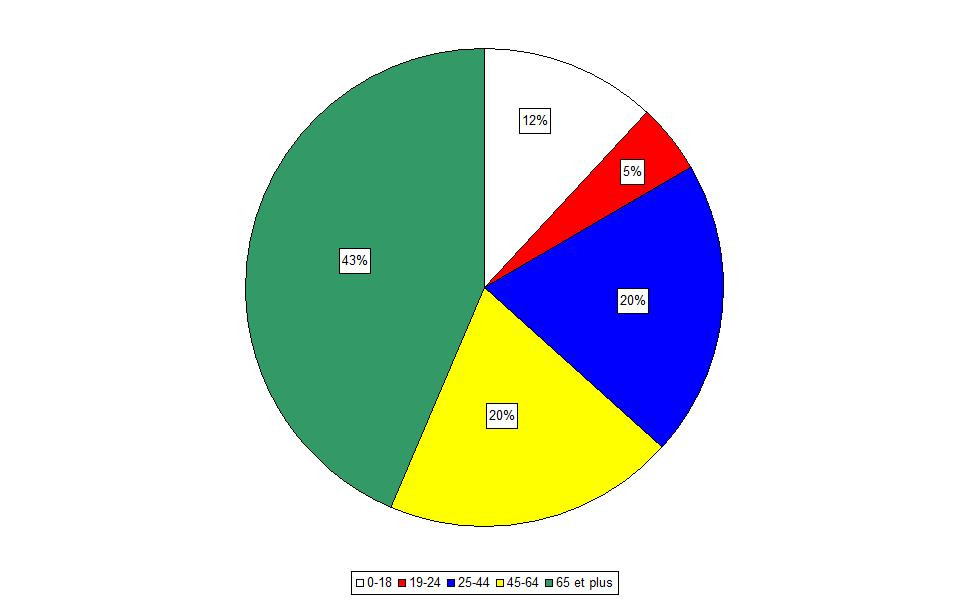
Répartition, selon l'âge, de la population, d'après les données du recensement de 2000.

## Santé
L'hôpital le plus proche est le Centre de santé mentale du Colorado à Fort-Logan, situé à Denver, à 13 km.
Le taux de radon est très élevé, l'activité radioactive s'élève à plus de 0,15 Bq par litre d'air.
Morrison est la sixième ville des États-Unis pour ce qui est du pourcentage de la population subissant des coups de soleil.

## Culture
Morrison abrite l'Amphithéâtre des Rochers rouges (Red Rocks Amphitheatre) depuis 1928. C'est là que le Dave Matthews Band a donné quatre concerts, du 9 au 12 septembre 2005. Des extraits de ceux-ci ont été publiés dans l'album Weekend on the Rocks.
Le Musée du patrimoine de Morrison (Morrison Heritage Museum) présente des expositions sur l’histoire de la ville.
Les stations de radio les plus puissantes, à Morrison, sont KOA, de Denver, à 850 kHz, KKZN, de Thornton, à 760 kHz, KLTT, de Commerce City, à 670 kHz et KMXA, d'Aurora, à 1,09 MHz, pour la modulation d'amplitude. Pour la modulation de fréquence, ce sont KIMN et KVOD, de Denver, à 100,3 MHz et 90,1 MHz, respectivement, et KQKS, de Lakewood, à 107,5 MHz. Morrison compte une station émettrice en modulation de fréquence, KLDV, propriété de l'Educational Media Foundation, qui émet à 91,1 MHz. Les principales stations de télévision locales sont KMAS-LP, KPXC-TV et KUSA-TV, toutes trois de Denver, et reçues respectivement sur les canaux 63, 59 et 9. Morrison compte, en 2010, 65 radio-amateurs licenciés.

## Tourisme
Morrison possède deux hôtels (Horton House et Cliff House Lodge). Le restaurant Le fort (The Fort) est inscrit sur le Registre national des sites historiques.
Une piste cyclable suit Bear Creek Canyon. On peut aussi visiter la ville et le chemin de fer miniatures (Tiny Town & Railroad).

## Société

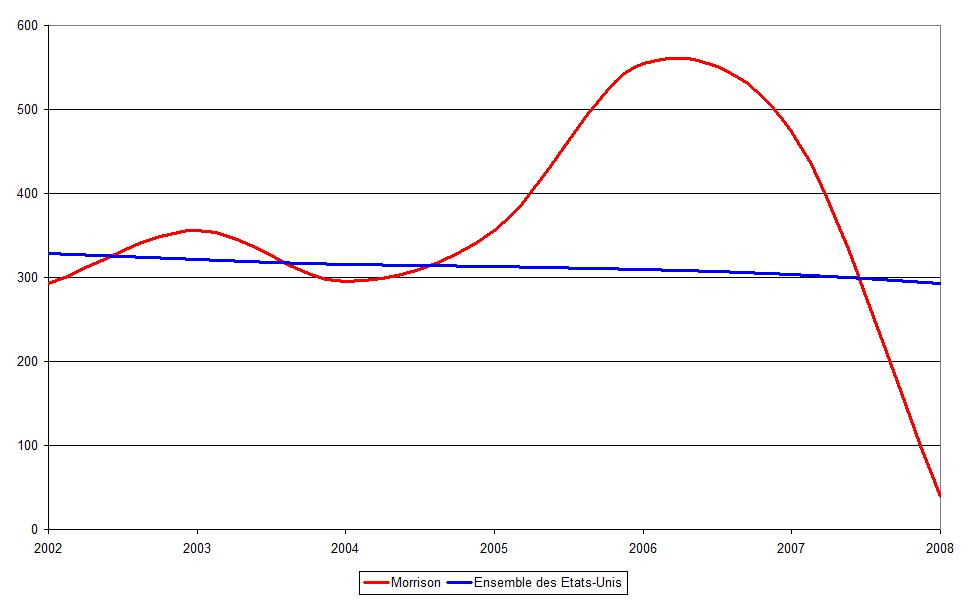
Indices de criminalité à Morrison et dans l'ensemble des États-Unis.

### Criminalité
Avec un indice de 30,9 en 2008, la criminalité est beaucoup plus faible à Morrison que dans le reste des États-Unis (indice 320,9). En mai 2009, 10 délinquants sexuels résidaient à Morrison (soit un pour 42 habitants).
| Crimes              | 2002 | 2003 | 2004 | 2005 | 2006 | 2007 | 2008 |
| ------------------- | ---- | ---- | ---- | ---- | ---- | ---- | ---- |
| Meurtre             | -    | -    | -    | -    | -    | -    | -    |
| Viol                | -    | -    | -    | -    | -    | -    | -    |
| Voies de fait       | -    | -    | -    | -    | -    | 3    | 2    |
| Cambriolage         | -    | -    | 3    | 5    | 8    | 4    | -    |
| Vol                 | 33   | 30   | 18   | 21   | 8    | 16   | 2    |
| Agression           | -    | -    | -    | 1    | 6    | 5    | -    |
| Vol de voiture      | -    | 4    | 4    | 2    | 3    | -    | 1    |
| Incendie volontaire | -    | -    | -    | -    | -    | -    | -    |

La police de Morrison emploie, en 2008, 3 personnes, dont 2 officiers. Cela représente 4,87 personnes pour 1 000 habitants (la moyenne, aux États-Unis, est de 2,38).

### Accidents
Entre 1196 et 2010, Morrison n'a enregistré qu'un seul accident de la route, mettant en jeu un véhicule et un piéton. Un décès a été constaté.

### Religion
35,53 % de la population de Morrison appartiennent à une congrégation religieuse, ce qui est beaucoup plus faible que dans l'ensemble des États-Unis (50,2 %).

## Personnalités résidant dans la ville
- Patrick Park, chanteur folk.
- Margaret Feinberg, écrivain chrétien.

## Personnalités nées dans la ville
- Donald Sheldon, pilote de brousse en Alaska